# Blake Griffin
Blake Austin Griffin (* 16. März 1989 in Oklahoma City, Oklahoma) ist ein ehemaliger US-amerikanischer Basketballspieler, der zuletzt bei den Boston Celtics in der NBA unter Vertrag stand.
Er wurde in der NBA-Draft 2009 an 1. Stelle von den Los Angeles Clippers gewählt, kam aber verletzungsbedingt erst ein Jahr später in der Saison 2010/11 zu seinem Profidebüt. Vorher spielte Griffin in der NCAA Division I für die Oklahoma Sooners. Er wurde von mehreren Sportmagazinen zum Spieler des Jahres der Collegesaison 2008/09 gewählt.
Griffin wurde im Anschluss an seine erste NBA-Spielzeit zum Rookie des Jahres gewählt und ist mittlerweile 6-maliger NBA All-Star.

## Karriere

### Highschool
Griffin besuchte die Oklahoma Christian High School, wo sein Vater gleichzeitig sein Trainer war. Er führte die Schule zu vier State Championships. In der Saison 2004/05 wurde er in das „Little All-City All-State“ Team berufen. Er erzielte im Durchschnitt 13,6 Punkte. Sein Bruder Taylor wurde von der Zeitung The Oklahoman zum Spieler des Jahres gewählt.
Als Junior in der Saison 2005/06 krönte The Oklahoman dann Blake Griffin zum Spieler des Jahres. Er absolvierte 26 Spiele und steuerte im Durchschnitt 21,7 Punkte, 12,5 Rebounds und 4,9 Assists bei. Außerdem hatte er noch 45 Steals und 49 Blocks. Er wurde ins Tulsa World All-State First Team männlich berufen.
Während seiner Senior-Saison 2006/07 erreichte Griffin 26,8 Punkte, 15,1 Rebounds und 4,9 Assists. Er wurde erneut von The Oklahoman und diesmal auch von der Tulsa World zum Spieler des Jahres gewählt. Weiterhin wurde er von Gatorade zum Spieler des Jahres in Oklahoma gewählt, ins McDonald’s All American Team 2007 berufen und in das Jordan All-American Team gewählt. Beim All-American Game 2007 gewann Blake Griffin den Slam Dunk Contest.

### University of Oklahoma (2007–2009)

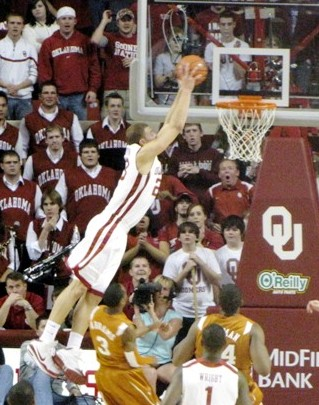
Griffin als Spieler der Oklahoma Sooners

Während der Saison 2007/08 führte er das Team der University of Oklahoma als Freshman zu einer Bilanz von 23 Siegen bei 12 Niederlagen. Er erzielte dabei 14,7 Punkte und 9,1 Rebounds pro Spiel. Er wurde in das Big 12 Conference First Team und in das All Rookie First Team gewählt.
Sein Sophomore-Jahr beendete Griffin die Saison mit 30 Double-Doubles, was einen neuen Rekord für die Big 12 Conference bedeutete. Dabei verfehlte er den NCAA-Rekord von David Robinson nur knapp. Dieser erreichte in der Saison 1986/87 31 Double-Doubles. Mit 504 Rebounds (14,4 im Schnitt) stellte er außerdem einen Rekord für die meisten Rebounds in einer Saison für die Big 12 Conference auf und die höchste in der NCAA I seit Larry Bird im Jahre 1979. Mit 22,7 Punkte im Schnitt führte er zudem die Sooners als Topscorer an. Er gewann den Naismith Award und wurde Spieler des Jahres.
Von ihm am Valentinstag aufgestellter Rekord: In einem Heimspiel, das die Sooners 95:74 gegen die Texas Tech Red Raiders gewannen, hatte Blake Griffin eines seiner besten Spiele: 40 Punkte (8 von 10 Freiwürfen und 16 von 22 Versuchen aus dem Feld) und 23 Rebounds in 31 Minuten. Er ist außerdem erst der dritte Spieler der University of Oklahoma, dem 40 Punkte und gleichzeitig 20 Rebounds gelangen. Vor ihm schafften das Wayman Tisdale und Alvan Adams. Griffin entschied sich gegen die beiden letzten Collegejahre und gab somit seinen vorzeitigen Wechsel in die NBA bekannt.

### Los Angeles Clippers (2009–2018)

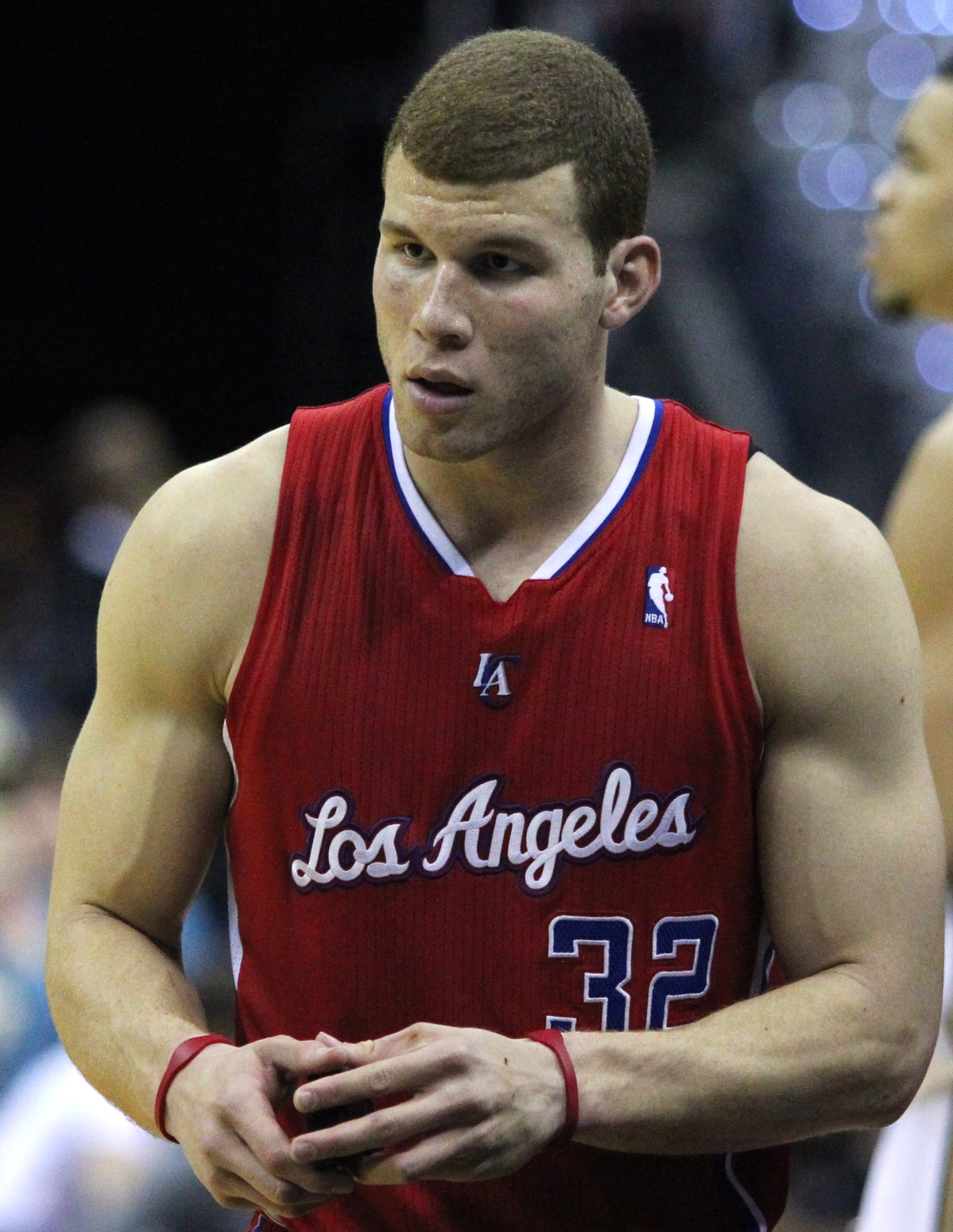
Griffin als Rookie im Jahre 2010

Bei der alljährlichen NBA-Draft wurde Griffin 2009 an erster Stelle von den Los Angeles Clippers ausgewählt, die in der Vorsaison zu den schlechtesten Teams gehörten. Da Griffin sich in der Preseason vor der Saison 2009/10 die Kniescheibe brach, musste er die gesamte Saison aussetzen. Sein erstes NBA-Spiel absolvierte er über ein Jahr später erst am 27. Oktober 2010 gegen die Portland Trail Blazers. Griffin erzielte in seinem Debüt 20 Punkte und 14 Rebounds, konnte die Niederlage der Clippers aber nicht verhindern.
Da er in der Saison 2009/10 nicht gespielt hatte, galt er weiterhin als Rookie. Die Los Angeles Clippers verloren, unter anderem aufgrund von Verletzungen von Baron Davis und Chris Kaman, 13 ihrer ersten 14 Saisonspiele. Griffin wurde trotzdem im November und Dezember 2010 und auch im Januar 2011 zum NBA Western Conference „Rookie of the Month“ gewählt und war somit vorerst auch Favorit auf die „Rookie of the Year“-Auszeichnung. Indem er in 23 aufeinanderfolgenden Spielen ein Double-Double erzielte, konnte er einen Los Angeles Clippers Rekord aufstellen. Seinen persönlichen Punktebestwert von 47 Punkten stellte Griffin am 17. Januar 2011 in einem Spiel gegen die Indiana Pacers auf, was gleichzeitig einen NBA-Rookie-Rekord darstellte. Zudem erzielte er 14 Rebounds. Nach 52 Spielen verzeichnete Griffin einen Schnitt von 22,8 Punkten, 12,6 Rebounds und 3,5 Assists in 37,7 Minuten pro Spiel.
Blake Griffin nahm am 18. Februar an der T-Mobile Rookie Challenge und am 19. Februar 2011 im Rahmen des NBA All-Star Weekends am Sprite Slam Dunk Contest teil. In letzterem konnte er sich mit 68 % der Stimmen durchsetzen, nachdem er im Finale einen Dunk über ein Auto gemacht hatte. Im folgenden NBA All-Star Game am 20. Februar 2011 nahm er als Reservespieler des Teams der Western Conference teil und erzielte in weniger als 15 Minuten 8 Punkte, 5 Rebounds sowie 5 Assists. Sein 50. Double Double der Saison verbuchte Griffin mit 21 Punkten und 11 Rebounds in einem Spiel gegen die Boston Celtics und wurde somit der erste Rookie seit Tim Duncan 1997/98 dem dieses Kunststück gelang.
Insgesamt erzielte Griffin in seiner gesamten Rookiesaison, in der er alle 82 Spiele bestritt, durchschnittlich 22,5 Punkte, 12,1 Rebounds und 3,9 Assists pro Spiel. Für diese Leistungen wurde Griffin am Ende der Saison mit dem NBA Rookie of the Year Award ausgezeichnet.
Er ist erst der dritte Spieler in der NBA-Geschichte, der bei dieser Wahl 118 von 118 Erststimmen erhielt. Außerdem führte Griffin das NBA All-Rookie First Team dieser Saison an. 2012 und 2013 war er jeweils in der Starting Five des NBA All-Star Game.
Vor der NBA-Saison 2012/13 unterzeichnete Griffin einen Fünfjahresvertrag im Gesamtwert von 95 Millionen Dollar. Am 6. März 2013 schaffte er im Heimspiel gegen die Milwaukee Bucks mit 11 Assists einen neuen Karrierebestwert. 2013 und 2014 holte er mit den Clippers den Pacific Division Titel. Er wurde erneut in das All-Star Game eingeladen und landete bei der MVP-Wahl 2014, auf dem dritten Platz hinter Kevin Durant und LeBron James. Mit 24,1 Punkten pro Spiel stellte er eine persönliche Bestmarke ein. Zudem gelangen ihm 9,5 Rebounds und 3,9 Assists pro Spiel. Mit den Clippers erreichte er die zweite Playoffsrunde, ehe man gegen die Oklahoma City Thunder ausschied. 2015 wurde Griffin erneut als Starter für die Westauswahl nominiert. Aufgrund einer Ellbogenverletzung musste er jedoch seine Teilnahme am All-Star-Game absagen. Zudem brach sich Griffin die rechte Hand, nachdem er einen befreundeten Mitarbeiter aus der Clippersorganisation, nach einem Streit in einem Restaurant, schlug. Dies führte zu einer Suspendierung Griffins durch die Clippers. Dennoch kehrte Griffin in den letzten Spielen der Saison auf das Spielfeld zurück.

### Detroit Pistons (2018–2021)
Am 29. Januar 2018 wechselte Griffin von den L.A. Clippers zu den Detroit Pistons. Am 23. Oktober 2018 gelang Griffin beim 133-132 Overtime-Sieg über die Philadelphia 76ers ein Karriererekord von 50 Punkten. Er war zudem der erste Piston seit Richard Hamilton (2006), der 50 Punkte erzielte. Griffin wurde für seine starken Leistungen erstmals seit 2015 wieder in das NBA All-Star Game eingeladen. Nachdem Griffin zum Start der Saison 2020/21 Probleme hatte und die Pistons und Griffin gegenseitig zugestimmt haben, dass es keine gemeinsame Zukunft geben wird, haben sich beide Parteien darauf geeinigt, gegen Zahlung einer Abfindung den Vertrag aufzulösen (englisch: Buyout), womit Griffin zu einem Free Agent wurde.

### Brooklyn Nets (2021–2022)
An dem 8. März 2021 wurde bekanntgegeben, dass Blake einen Vertrag bei den Brooklyn Nets unterschrieben hat.

### Boston Celtics (2022–2023)
Am 30. September einigte sich Blake Griffin mit den Boston Celtics auf einen Einjahresvertrag.

### Rücktritt
Am 16. April 2024 verkündete Griffin offiziell seinen Rücktritt vom Profisport.

## Erfolge und Auszeichnungen
- 6× NBA All-Star (2011–2015, 2019)
- 3× All-NBA Second Team: 2012, 2013, 2014
- 2× All-NBA Third Team: 2015, 2019
- NBA Rookie of the Year: 2011
- NBA All-Rookie First Team: 2011
- NBA Slam Dunk Contest Champion 2011

## Karriere-Statistiken

### NBA

#### Reguläre Saison
| Saison   | Team                | GP  | GS  | MPG  | FG % | 3P % | FT % | RPG  | APG | SPG | BPG | PPG  |
| -------- | ------------------- | --- | --- | ---- | ---- | ---- | ---- | ---- | --- | --- | --- | ---- |
| 2010–11  | LA Clippers         | 82  | 82  | 38.0 | .506 | .292 | .642 | 12.1 | 3.8 | 0.8 | 0.5 | 22.5 |
| 2011–12  | LA Clippers         | 66  | 66  | 36.3 | .549 | .125 | .521 | 10.9 | 3.2 | 0.8 | 0.7 | 20.7 |
| 2012–13  | LA Clippers         | 80  | 80  | 32.5 | .538 | .179 | .660 | 8.3  | 3.7 | 1.2 | 0.6 | 18.0 |
| 2013–14  | LA Clippers         | 80  | 80  | 36.1 | .528 | .273 | .715 | 9.5  | 3.9 | 1.2 | 0.6 | 24.1 |
| 2014–15  | LA Clippers         | 67  | 67  | 35.2 | .502 | .400 | .728 | 7.6  | 5.3 | 0.9 | 0.5 | 21.9 |
| 2015–16  | LA Clippers         | 35  | 35  | 33.4 | .499 | .333 | .727 | 8.4  | 4.9 | 0.8 | 0.5 | 21.4 |
| 2016–17  | LA Clippers         | 61  | 61  | 34.0 | .493 | .336 | .760 | 8.1  | 4.9 | 1.0 | 0.4 | 21.6 |
| 2017–18  | LA Clippers/Detroit | 58  | 58  | 34.0 | .438 | .345 | .785 | 7.4  | 5.8 | 0.7 | 0.3 | 21.4 |
| 2018–19  | Detroit             | 75  | 75  | 35.0 | .462 | .362 | .753 | 7.5  | 5.4 | 0.7 | 0.4 | 24.5 |
| 2019–20  | Detroit             | 18  | 18  | 28.4 | .352 | .243 | .776 | 4.7  | 3.3 | 0.4 | 0.4 | 15.5 |
| 2020–21  | Detroit / Brooklyn  | 46  | 30  | 25.8 | .423 | .341 | .744 | 4.9  | 3.0 | 0.7 | 0.3 | 11.0 |
| 2021–22  | Brooklyn            | 56  | 24  | 17.1 | .425 | .262 | .724 | 4.1  | 1.9 | 0.5 | 0.3 | 6.4  |
| 2022–23  | Boston              | 41  | 16  | 13.9 | .485 | .348 | .656 | 3.8  | 1.5 | 0.3 | 0.2 | 4.1  |
| Gesamt   | Gesamt              | 765 | 692 | 31.9 | .493 | .328 | .696 | 8.0  | 4.0 | .8  | .5  | 19.0 |
| All-Star | All-Star            | 5   | 3   | 25.0 | .750 | .375 | .500 | 5.6  | 3.0 | 0.8 | 0.2 | 19.4 |

#### Play-offs
| Saison  | Team          | GP | GS | MPG  | FG % | 3P % | FT %  | RPG  | APG | SPG | BPG | PPG  |
| ------- | ------------- | -- | -- | ---- | ---- | ---- | ----- | ---- | --- | --- | --- | ---- |
| 2011–12 | L.A. Clippers | 11 | 11 | 35.7 | .500 | .000 | .636  | 6.9  | 2.5 | 1.8 | 0.9 | 19.1 |
| 2012–13 | L.A. Clippers | 6  | 6  | 26.3 | .453 |      | .808  | 5.5  | 2.5 | 0.0 | 0.8 | 13.2 |
| 2013–14 | L.A. Clippers | 13 | 13 | 36.8 | .498 | .143 | .740  | 7.4  | 3.8 | 1.2 | 1.1 | 23.5 |
| 2014–15 | L.A. Clippers | 14 | 14 | 39.8 | .511 | .143 | .717  | 12.7 | 6.1 | 1.0 | 1.0 | 25.5 |
| 2015–16 | L.A. Clippers | 4  | 4  | 31.8 | .377 | .500 | .760  | 8.8  | 4.0 | 0.8 | 0.5 | 15.0 |
| 2016–17 | L.A. Clippers | 3  | 3  | 33.1 | .490 | .667 | 1.000 | 6.0  | 2.3 | 0.7 | 0.3 | 20.3 |
| 2018–19 | Detroit       | 2  | 2  | 29.0 | .462 | .462 | 1.000 | 6.0  | 6.0 | 1.0 | 0.0 | 24.5 |
| 2020–21 | Brooklyn      | 12 | 12 | 26.5 | .532 | .389 | .714  | 5.9  | 1.8 | 0.8 | 0.5 | 9.0  |
| 2021–22 | Brooklyn      | 2  | 0  | 12.5 | .286 | .400 | 1.000 | 2.0  | 2.0 | 0.5 | 0.5 | 4.0  |
| 2022–23 | Boston        | 1  | 0  | 5.9  | .000 | .000 | .000  | 2.0  | 0.0 | 0.0 | 0.0 | 0.0  |
| Gesamt  | Gesamt        | 68 | 64 | 32.6 | .492 | .377 | .731  | 7.7  | 3.5 | 1.0 | .8  | 18.2 |

## Sprechrolle
2021 übernahm Griffin im Animationsfilm Die Mitchells gegen die Maschinen eine Sprechrolle als Roboter Pal Max Prime.

## Privates
Gemeinsam mit Footballer Ryan Kalil erwarb er 2025 eine Mehrheit an den Fundidores de Monterey, einer mexikanischen American-Football-Mannschaft und benannte sie in Osos (Bären) um. Das Team spielt in der mexikanischen Liga de Fútbol Americano Profesional.